# Johann Mathias Butz von Rolsberg

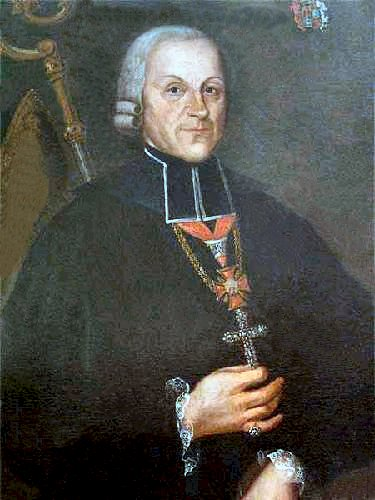
Johann Mathias Freiherr Putz von Rolsberg 1795

Johann Mathias Baron Butz von Rolsberg, auch Matthias, (* 17. Januar 1712 in Zlabings; † 22. September 1803 in Olmütz, begraben in Kirchwiedern) war ein hoher geistlicher Würdenträger in Mähren aus der Familie Putz von  Rolsberg.

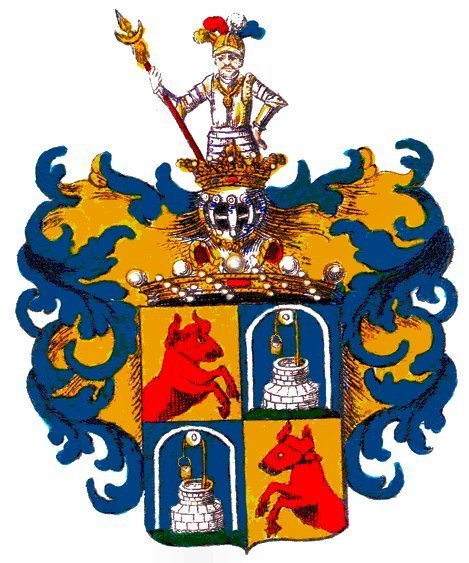
Wappen der Barone Butz von Rolsberg 1734

## Biographie
Der älteste Sohn des Matthias Heinrich, Herr auf Kirchwiedern und Maires, studierte von 1731 bis 1735 im  Pontificium Collegium Germanicum et Hungaricum de Urbe (Germanicum) in Rom. Weiters urkundlich erwähnt wurde er danach erstmals als Dechant von Katscher, das nach dem Ersten Schlesischen Krieg 1742 an Preußen gefallen war, wo er 1745/46 eine neue Kirche in Knispel bauen ließ und betätigte sich sodann Dechant zu Müglitz (1746–1750).
Der Canonicus Curatus der königlichen Kollegiatkirche zu Brünn (Brno) wurde nach 1750 Dom- und Kapitularherr in Olmütz, Senior des Metropolitankapitels sowie infulierter, d. h., ein praepositus mitratus, der das Recht hat, die Bischofsinsignien zu tragen, Olmützer Dompropst und Generalvikar, Rektor der theologischen Fakultät Olmütz.
Er stand ab 1776, nach dem Tod von Bischof Hamilton, an der Spitze der Diözese Olmütz als Generalvikar. Er übte die Verwaltung über die Geistlichkeit ganz Mährens aus, auch war er maßgeblich an der bevorstehenden Gründung einer neuen Diözese in Brünn sowie  der Ernennung des ersten Erzbischofs von Olmütz, Anton Theodor von Colloredo; beteiligt.
Das 1786 auf zerstückten Meierhofsgründen von ihm angelegte Dorf Rolsberg bei Olmütz, führte seinen Namen. Heute ein Ortsteil von Olmütz erinnert immer noch ein Straßenname an ihn.
Er vererbte alle Besitzungen seinem Bruder Maximilian Josef Franz, der den Stamm fortsetzte.